# Mario Sabatini
Pour les articles homonymes, voir Sabatini.
Mario Sabatini, né en 1927 à Poppi (Toscane) est un réalisateur, scénariste, producteur de cinéma et acteur italien.

## Biographie
Entre 1966 et 1979, Sabatini a tourné cinq films qu'il a également lui-même scénarisés, presque toujours sous le pseudonyme d'Anthony Green. Il était soumis à des limites budgétaires strictes ainsi qu'à une distribution claire et à des histoires qui suivaient strictement les schémas habituels dans les différents genres. Au milieu des années 1980, il a produit deux films de Lorenzo Onorati.

## Filmographie

### Réalisateur
- 1965 : Squillo
- 1971 : Le Shérif de Rockspring (Lo sceriffo di Rockspring) – sous le nom d'Anthony Green
- 1972 : Un homme appelé Dakota (Un uomo chiamato Dakota) – sous le nom d'Anthony Green
- 1974 : Delitto d'autore – sous le nom d'Anthony Green
- 1981 : Peccato originale – sous le nom d'Anthony Green

### Scénariste
- 1965 : Squillo de Mario Sabatini
- 1972 : Un homme appelé Dakota (Un uomo chiamato Dakota) de Mario Sabatini – sous le nom d'Anthony Green
- 1974 : Delitto d'autore de Mario Sabatini – sous le nom de Anthony Green (1974)
- 1981 : Peccato originale de Mario Sabatini
- 1989 : L'insegnante di violoncello (it) de Lorenzo Onorati – sous le nom de Anthony Green

### Acteur
- 1981 : Peccato originale de Mario Sabatini